# 찾았다 스트레이 키즈 최신판
《찾았다 스트레이 키즈 최신판》은 대한민국 엠넷에서 방영된 텔레비전 프로그램이다. JYP 엔터테인먼트의 보이 그룹 스트레이 키즈의 단독 리얼리티 예능 프로그램이다.

## 같이 보기
- 스트레이 키즈